# Баклер, Джон (историк)
Джон Баклер (англ. John Buckler; 16 марта 1945, Луисвилл, Кентукки — 2 июня 2011) — американский историк. Доктор философии (1973), профессор Иллинойского университета, эмерит-профессор греческой истории — антиковед.
Окончил Луисвиллский университет (бакалавр BA summa cum laude, 1967). Докторскую степень получил в Гарварде. В 1984-1986 годах по стипендии Александра фон Гумбольдта находился в Институте древней истории Мюнхенского университета.
Перед смертью проживал в Глостере, умер после непродолжительной борьбы с раком. Остались жена и две падчерицы.
К моменту своей смерти он работал над новой книгой по истории греческих войн.
В 1980 году издательство Гарвардского университета опубликовало его монографию «Фивская гегемония, 371—362 до н. э.» {Рец.}. Он также опубликовал Philip II and the Sacred War (Leiden, 1989). В 2003 году вышла его книга «Эгейская Греция в четвертом веке до нашей эры» (Лейден), а через год вышел трехтомник под его редакцией William Martin Leake, Travels in the Morea. В 2007 под редакцией Hans Beck (historian) в Cambridge University Press вышла его Central Greece and the Politics of Power in the Fourth Century. Соавтор одного из успешных учебников по своей теме A History of Western Society (1983).
Являлся соредактором Boiotika: Vortrage vom 5. Internationalen Bootien-Kolloquium (1989) {Рец.}. Автор статей в American Historical Association’s Guide to Historical Literature (Oxford, 1995), The Oxford Classical Dictionary (Oxford, 1996), The Encyclopedia of Greece and the Hellenic Tradition (London, 1999).